# Aeroportul Regional Mid-Ohio Valley
Aeroportul Regional Mid-Ohio Valley (IATA: PKB, ICAO: KPKB, FAA LID: PKB) este un aeroport din Comitatul Wood, Virginia de Vest, Virginia de Vest, Statele Unite ale Americii ce deservește zona Parkersburg. Aeroportul a fost tranzitat în 2019 de 10.494 de pasageri.
Situat la o altitudine de 262 m, aeroportul dispune de 2 piste.

## Infrastructură

### Piste
Aeroportul dispune de 2 piste. Pista 03/21 are suprafața de asfalt și dimensiunile 7.240 picioare × 150 picioare. Pista 10/28 are suprafața de asfalt și dimensiunile 4.002 picioare × 150 picioare. 